# Radovan Sloboda
Radovan Sloboda (* 27. května 1966, Banská Bystrica) je slovenský politik, podnikatel a sportovní manažer, od roku 2020 poslanec Národní rady SR za politickou stranu Sloboda a Solidarita. Je rovněž členem rady Slovenského tenisového svazu a předseda tenisového klubu Baseline Banská Bystrica.

## Životopis
Radovan Svoboda se narodil v Teplicích. Vystudoval ekonomiku dopravy na Vysoké škole ekonomické v Praze. Po absolvování vysoké školy zůstal v Praze pracovat. Později se vrátil zpět na Slovensko a začal aktivně podnikat. Problematice sportu se aktivně věnuje od roku 1999, sportovní hnutí zastupuje v Národní radě SR. Působí také jako člen Rady Slovenského tenisového svazu a jako předseda tenisového klubu TC Baseline Banská Bystrica.

## Poslanec NR SR
Radovan Sloboda byl zvolen poslancem Národní rady Slovenské republiky v parlamentních volbách 2020 za stranu Sloboda a Solidarita z 19. místa. Získal 1 863 preferenčních hlasů. V Národní radě působí jako místopředseda výboru pro vzdělání, vědu, mládež a sport a je členem výboru na kontrolu činnosti SIS.

## Ocenění
Radovan Sloboda je nositelem několika ocenění za dlouholetou práci pro slovenský sport. Jako nehrající kapitán je držitelem třech extraligových medailí, za přínos pro rozvoj sportu získal dvakrát cenu Města „sportovní kolektiv města Banská Bystrica“ a je držitelem pamětní medaile STZ za dlouhodobou práci ve Slovenském tenisovém svazu.